# أوندول

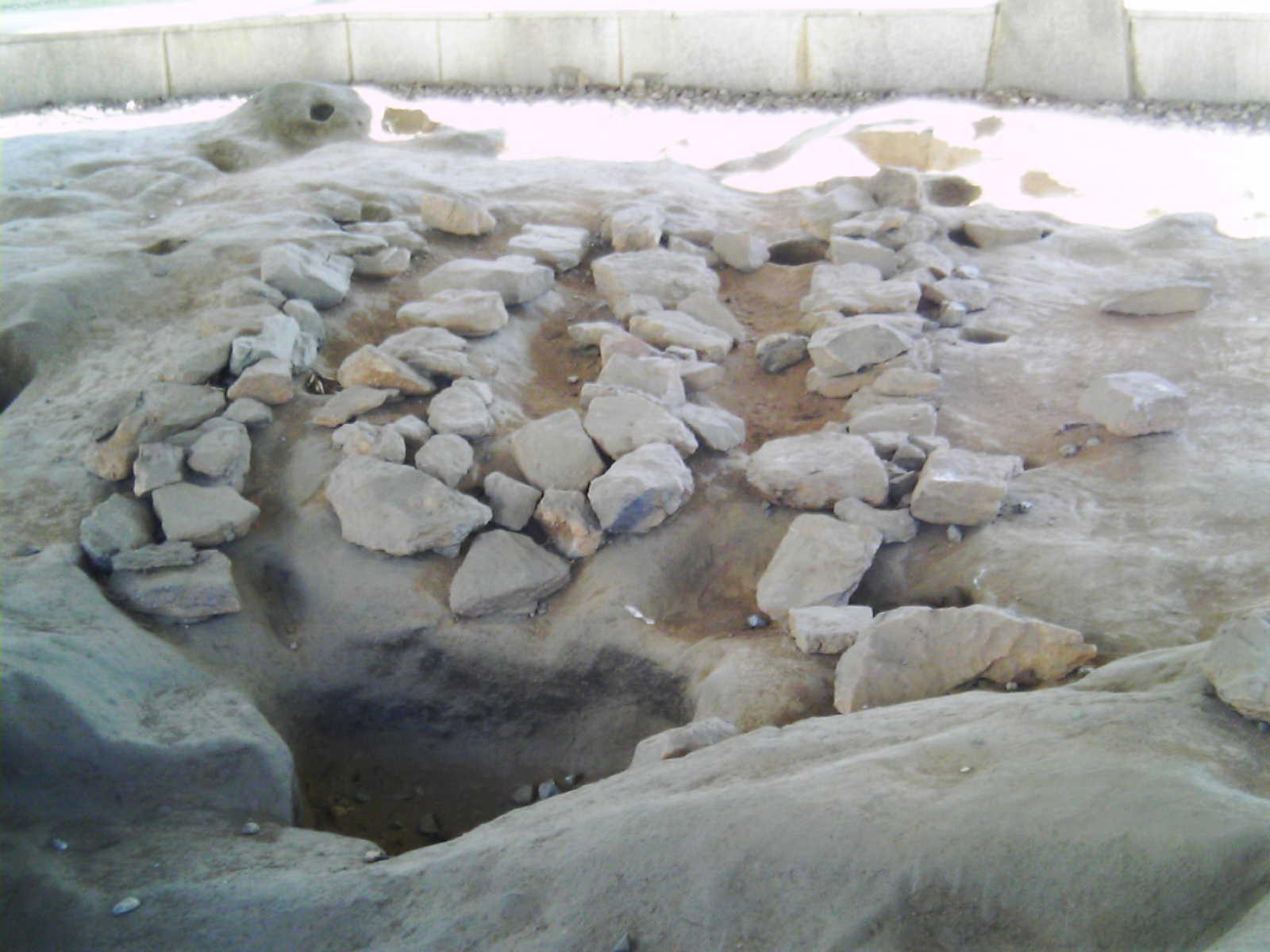
اوندول
اوندول نظام كوري فريد للتدفئة تم توارثه حتى الآن بين الكوريين ويرجع تأريخه إلى مملكة كوريو الكورية القديمة حيث يقوم نظام اندول بتدفئة أرضيات الغرف خلافا لأجهزة التدفئة الغربية التي تسخن الهواء عادة. وقام الكوريون القدماء بوضع أحجار عريضة تحت الأرضيات وتسخينها لتدفئة الغرف بينما تم إخراج الدخان الناتج عن اشتعال النيران إلى اتجاه معاكس من تحت الأحجار. أما البيوت والشقق الحديثة اليوم فيتم تطبيق نظام اوندول عليها من خلال تدوير المياه المسخنة بالغاز أو الكهرباء داخل الأنابيب المجهزة تحت الأرضيات الاسمنتية.

## الاستخدامة

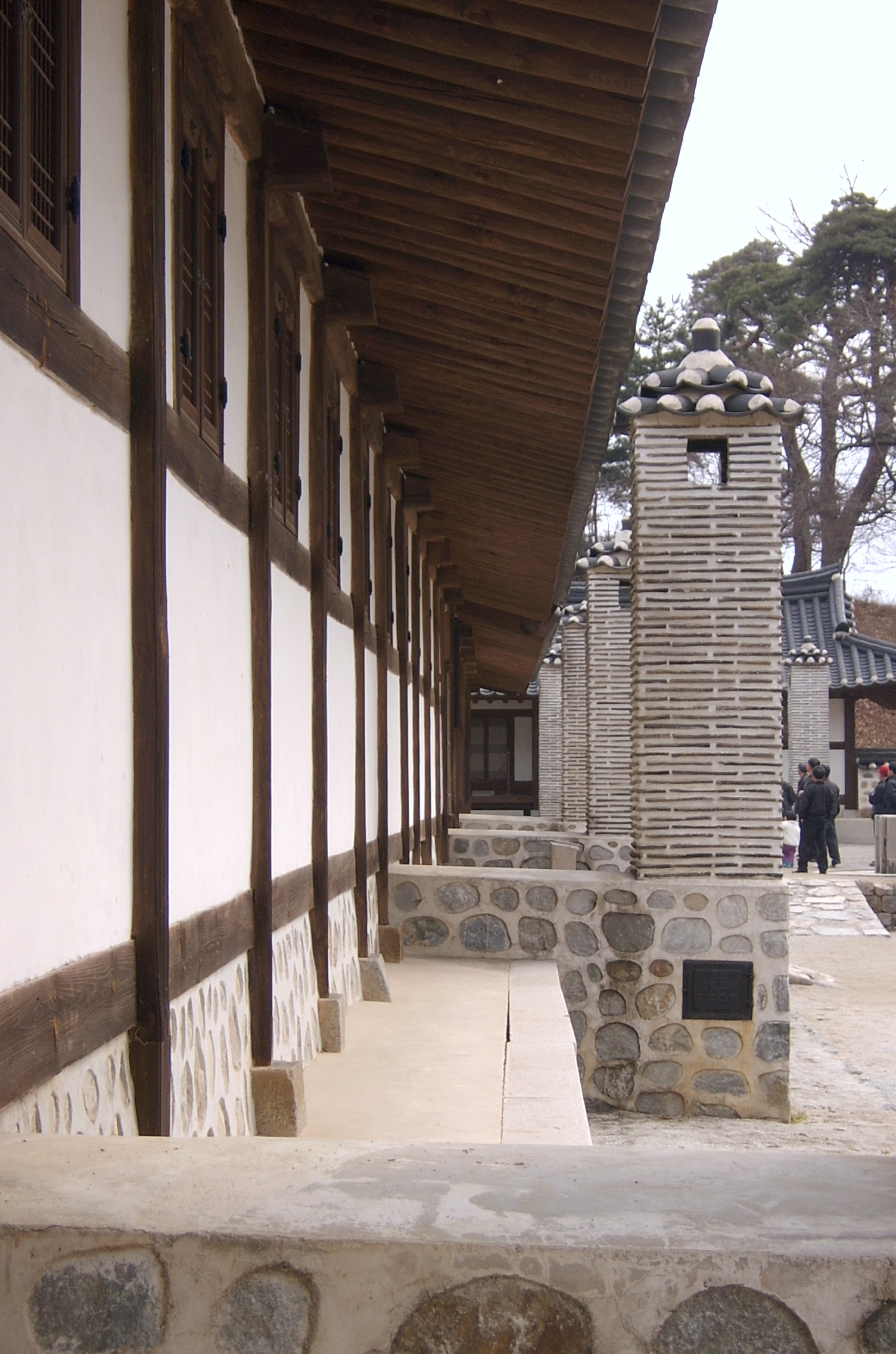
منزل ريفي كوري يعتمد نظام اوندول التقليدي للتدفئة

تم استخدام اوندول تقليديًا كمساحة للجلوس والأكل والنوم وغيرها من وسائل التسلية في معظم المنازل الكورية قبل الستينيات. اعتاد الكوريون على الجلوس والنوم على الأرض ، والعمل وتناول الطعام على طاولات منخفضة بدلاً من الطاولات المرتفعة مع الكراسي. كان الفرن يحرق بشكل أساسي قش الأرز أو نفايات المحاصيل الزراعية أو الكتلة الحيوية أو أي نوع من أنواع الحطب المجفف. بالنسبة للطهي على المدى القصير ، يفضل استخدام قش الأرز أو نفايات المحاصيل ، بينما تتطلب ساعات الطهي الطويلة والتدفئة الأرضية حطبًا أطول حرقًا. على عكس سخانات المياه الحديثة ، كان الوقود يُحرق بشكل متقطع أو منتظم (مرتين إلى خمس مرات في اليوم) ، اعتمادًا على وتيرة الطهي والظروف الجوية الموسمية.
مع تدفئة اوندول التقليدية ، كانت الأرضية القريبة من الفرن دافئة بدرجة كافية في المعتاد ، وكانت أكثر الأماكن دفئًا مخصصة لكبار السن والضيوف الكرام. كان لدى اوندول مشاكل مثل التلوث البيئي والتسمم بأول أكسيد الكربون الناتج عن حرق قوالب الفحم. وهكذا فإن التكنولوجيا الأخرى تسخن المنازل الكورية الحديثة.
كان المهندس المعماري الأمريكي الشهير فرانك لويد رايت يبني فندقًا في اليابان ، ودُعي إلى منزل عائلة يابانية. كان صاحب المنزل قد اختبر في كوريا ، وقام ببناء غرفة في منزله. يقال إن رايت كان معجبًا جدًا لدرجة أنه اخترع تدفئة أرضية مشعة تستخدم الماء الساخن كوسيلة للتدفئة. استخدمت بعض مباني رايت هذا النظام.
بدلاً من تدفئة الأرضية المشعة هيدرونيك اوندول ، تحتوي المنازل الحديثة مثل الشقق الشاهقة على نسخة حديثة من نظام اوندول يعرف العديد من المهندسين المعماريين مزايا وفوائد اوندول، وهم يستخدم في المنازل الحديثة. منذ أن تم تقديمه إلى العديد من البلدان ، فقد بدأ اعتباره أحد أنظمة التدفئة المنزلية. الأندول الحديث ليس مثل النسخة الأصلية. يستخدم جميع الكوريين تقريبًا الإصدارات الحديثة ، لذلك من الصعب العثور على نظام اوندول التقليدي في المنازل الكورية.

## المميزات والعيوب
تتمثل إحدى مزايا اوندول في قدرته على الحفاظ على الحرارة لفترة طويلة. في المنزل الكوري التقليدي ، عادة ما يطفئ الناس النار قبل النوم ليلاً ، حيث يمكن أن تظل دافئة حتى الصباح. يقوم اوندول بتوصيل الحرارة بالتساوي في جميع أنحاء الغرفة ، على الرغم من أن جزء الغرفة الأقرب إلى الجاويه يكون أكثر دفئًا. مقارنة اوندول مع المبرد الغربي: ترتفع الحرارة من المبرد نحو السقف ، لكن اوندول تحافظ على الأرض وهواء الغرفة دافئًا. ميزاته هي أنه لا داعي للقلق بشأن تعطل وإصلاحه
هو جزء من المنزل ، لذلك فمن غير المرجح أن تواجه مشاكل. يمكن استخدام أي مواد قابلة للاحتراق كوقود لـ اوندول ؛ لا توجد متطلبات وقود خاصة. على عكس المدافئ ، مثل المواقد أو المدافئ المصنوعة من الفحم التي تترك رمادًا في الغرفة ، لا يتسبب اوندول في تلوث الغرفة مما يجعلها نظيفة ودافئة
وله بعض العيوب. الطين والأحجار من المواد الأساسية التي يتكون منها اوندول. تستغرق هذه المواد وقتًا طويلاً لتسخينها ، وبالتالي تستغرق الغرفة وقتًا طويلاً للتسخين. بالإضافة إلى ذلك ، من الصعب ضبط درجة حرارة الغرفة
في السبعينيات والثمانينيات من القرن الماضي سُمح للجنود المتمركزين في معسكر كيسي بكوريا بالحصول على مرافق خارج الموقع بعد موافقة خطية من القائد المحلي. لكن ، كان على المرافق اجتياز فحوصات أول أكسيد الكربون كل ستة أشهر إذا تم تسخينها بواسطة اوندول (الفحم أو الخشب). يقوم ضابط صف من وحدة الجندي بإعداد علبة فيلم لحمل قطعة قماش مبللة بالديزل. سيضع ضابط الصف الخرقة المبللة بالوقود على الجزء العلوي من الفحم ويغلق المدفأة. سوف ينتقل الدخان الأسود تحت الأرض ويخرج من المداخن. ومع ذلك ، فإن أي تسرب في الأرضية سيسمح بدخان أسود بالتسرب إلى الغرفة. سيكون هذا هو نفس المسار الذي يمكن أن يدخل فيه أول أكسيد الكربون المميت إلى أماكن المعيشة ، مما يعرض الركاب للخطر. كانت شهادة الاختبار الآمن هي الحد الأدنى من العناية الواجبة من جانب القيادة

## خارجي المراجع
1. ↑  وصلة مرجع: https://english.cha.go.kr/chaen/search/selectGeneralSearchDetail.do?mn=EN_02_02&sCcebKdcd=17&ccebAsno=01350000&sCcebCtcd=ZZ&pageIndex=1&ccebKdcd=17&ccebCtcd=. الوصول: 15 أكتوبر 2023.
2. ↑  وصلة مرجع: https://www.heritage.go.kr/heri/cul/culSelectDetail.do?ccbaCpno=127ZZ01350000. الوصول: 15 أكتوبر 2023.
3. ↑  "معلومات عن اوندول على موقع britannica.com". britannica.com. مؤرشف من الأصل في 2015-09-21.
4. ↑  "معلومات عن اوندول على موقع getty.edu". getty.edu. مؤرشف من الأصل في 2020-10-31.
5. ↑  Donald N. (2000). Culture and Customs of Korea (بالإنجليزية). Greenwood Publishing Group. ISBN:978-0-313-30456-9. Archived from the original on 2013-11-05.

- "Vank". Voluntary Agency Network of Korea. مؤرشف من الأصل في 2019-05-05.
- "Korea Be Inspired". Korea Tourism Organization. مؤرشف من الأصل في 2010-07-04.